# سايل مايل (حومة بيجار)
سایل مایل (بالفارسية: سایل مایل) هي قرية تقع في إيران في حومة.